# Court Suzanne-Lenglen
Le court Suzanne-Lenglen est le deuxième plus grand court de tennis du stade Roland-Garros, derrière le court Philippe-Chatrier (ou « court central »).

## Présentation
Inauguré en mai 1994, il est initialement baptisé « Court A ». En 1997, l’enceinte est renommée « court Suzanne-Lenglen », en hommage à Suzanne Lenglen (1899-1938), une des premières joueuses de tennis à acquérir une renommée internationale.
Le court a été construit à la place d'un terrain de football. Son édification a nécessité la destruction de trois courts annexes.
La capacité du court Suzanne-Lenglen en 2012 est de 10 056 places.
Le court est doté d'un toit rétractable en toile qui a été conçu par l'architecte Dominique Perrault. Le projet a été lancé en juillet 2021, en prévision des Jeux Olympiques et des Jeux Paralympiques de Paris 2024. Il a été inauguré le 26 mai 2024 à l'occasion de la première journée des Internationaux de France de tennis. Il est constitué de deux structures latérales de 100 mètres par 20 mètres, et d'une toile blanche : le toit se ferme en 15 minutes. Ce toit est inspiré de la jupe plissée de Suzanne Lenglen, et la structure est équipée de panneaux photovoltaïques.

## Galerie de photos

### Intérieur du court
Avant la rénovation de 2024

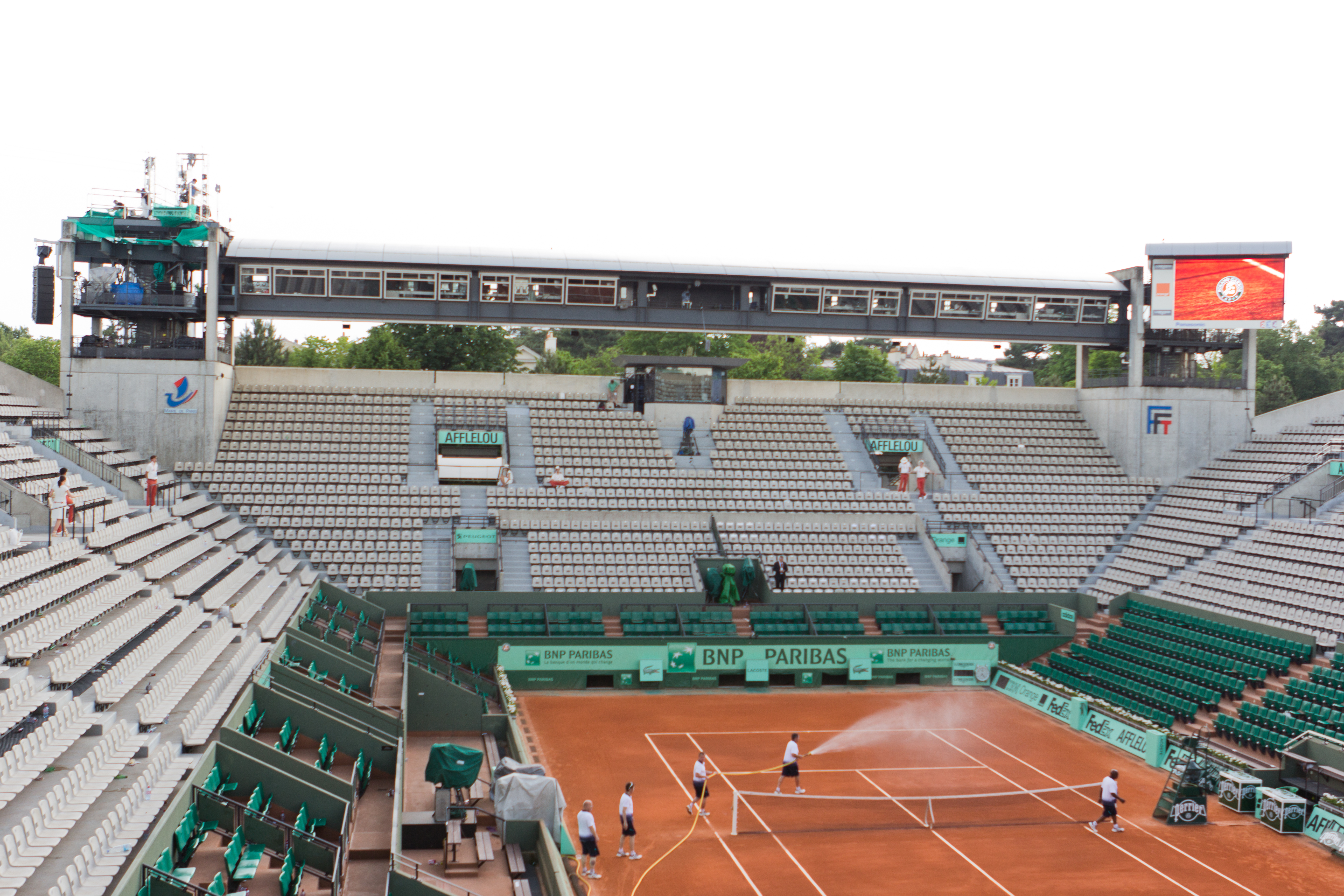
Vue de la tribune Sud.
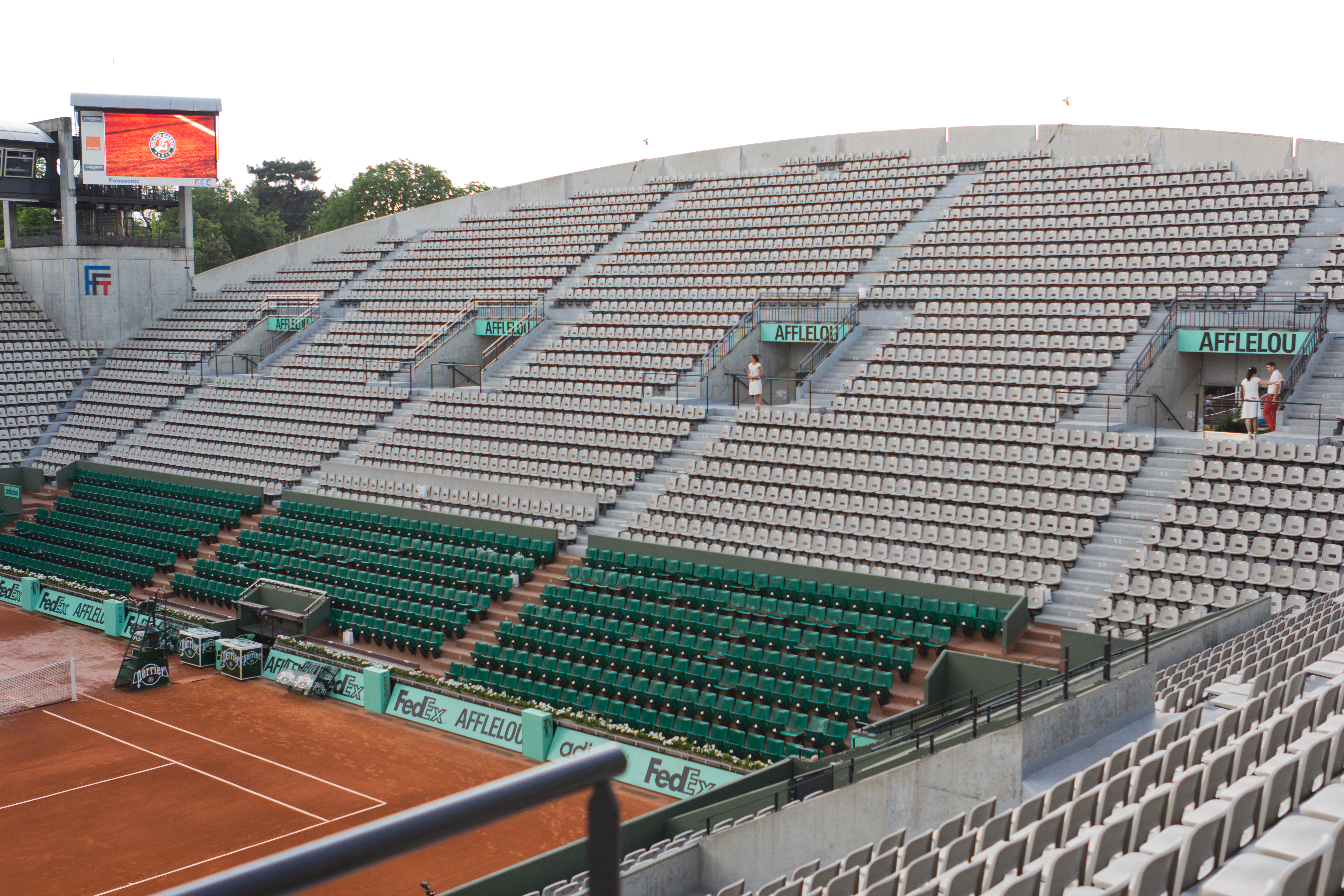
Vue de la tribune Ouest.
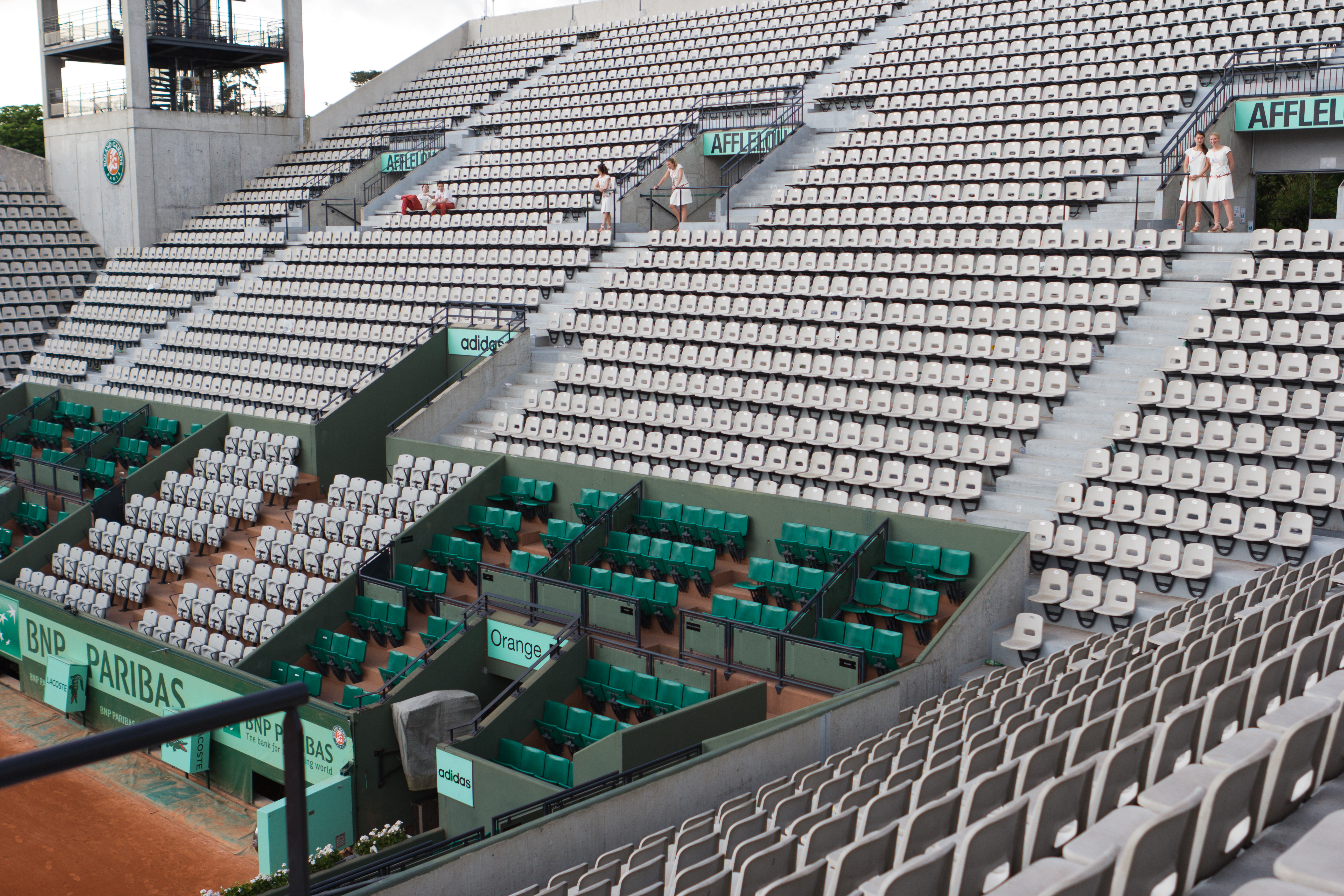
Vue de la tribune Nord.
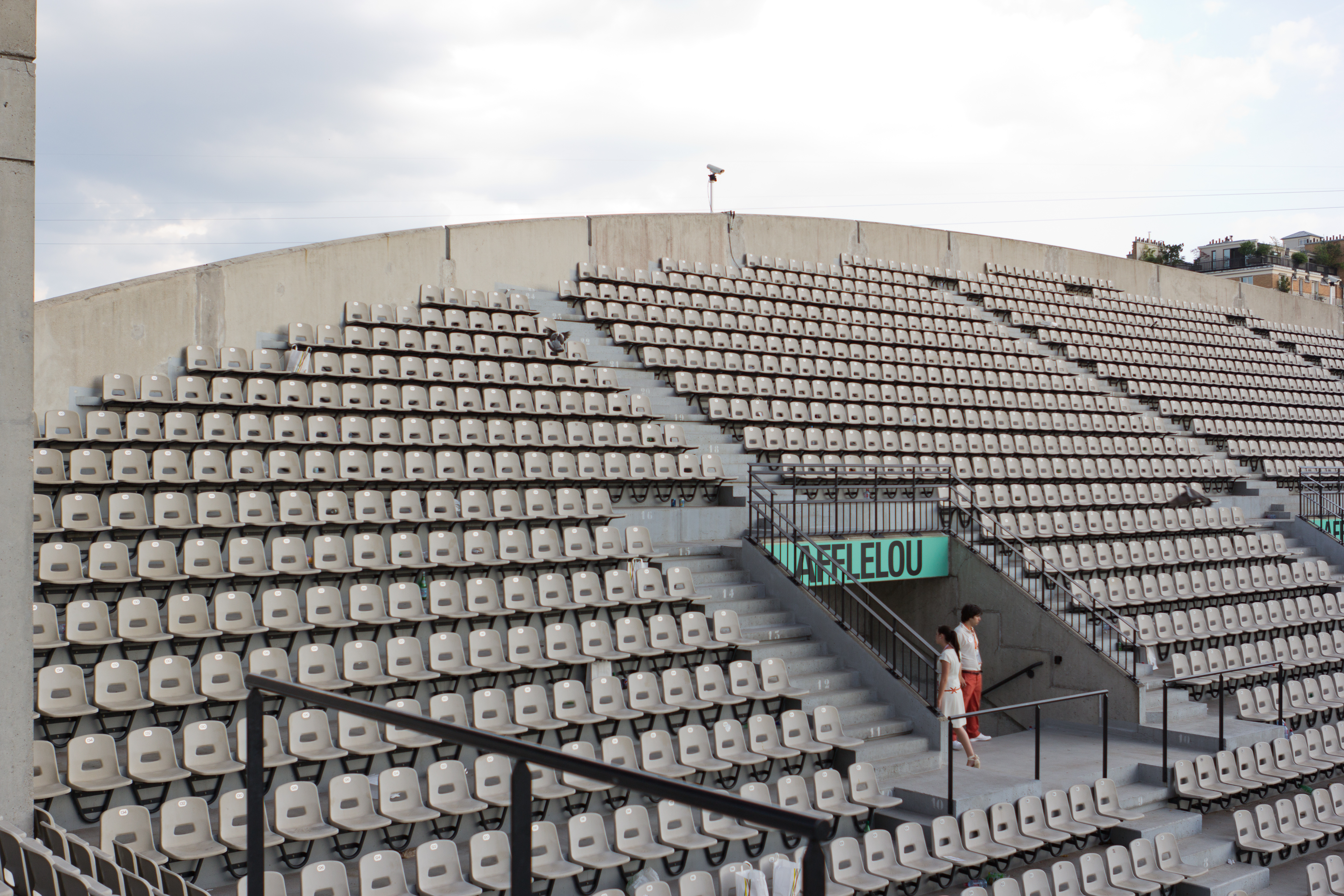
Vue de la tribune Est.

Après la rénovation de 2024

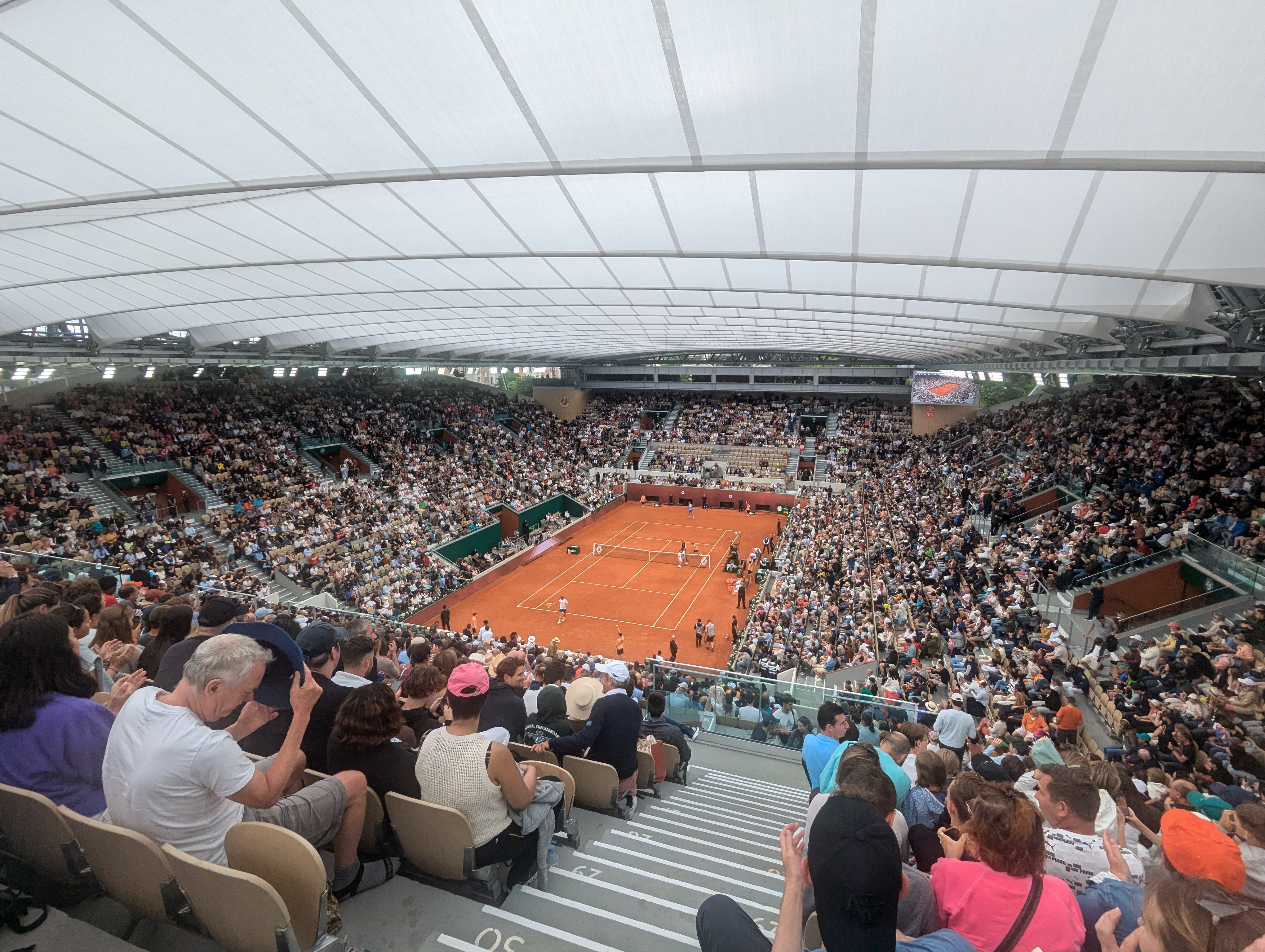
Vue de la tribune nord avec le toit fermé.

### Extérieur du court

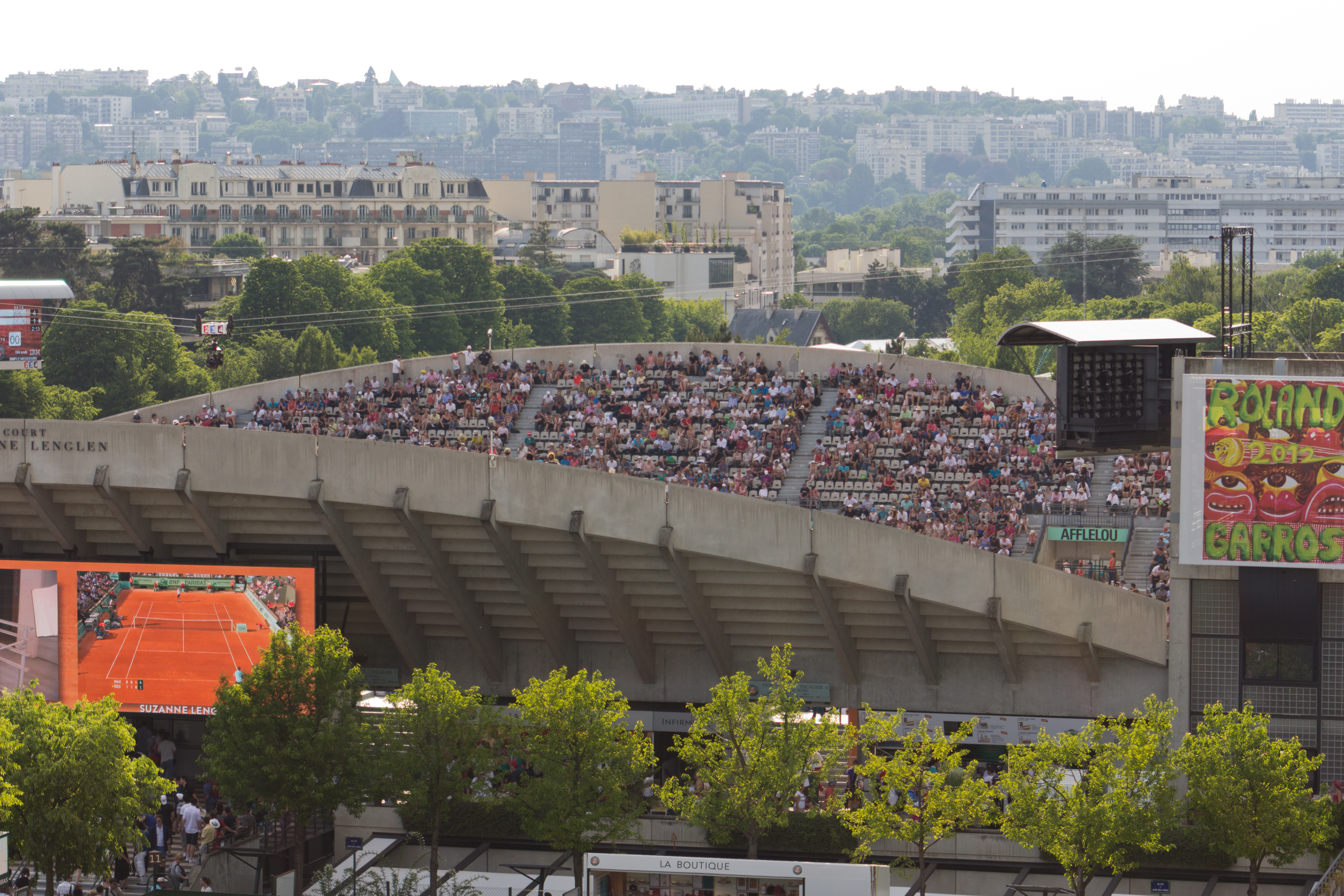
Vue du Court Suzanne-Lenglen depuis le court Philippe-Chatrier.
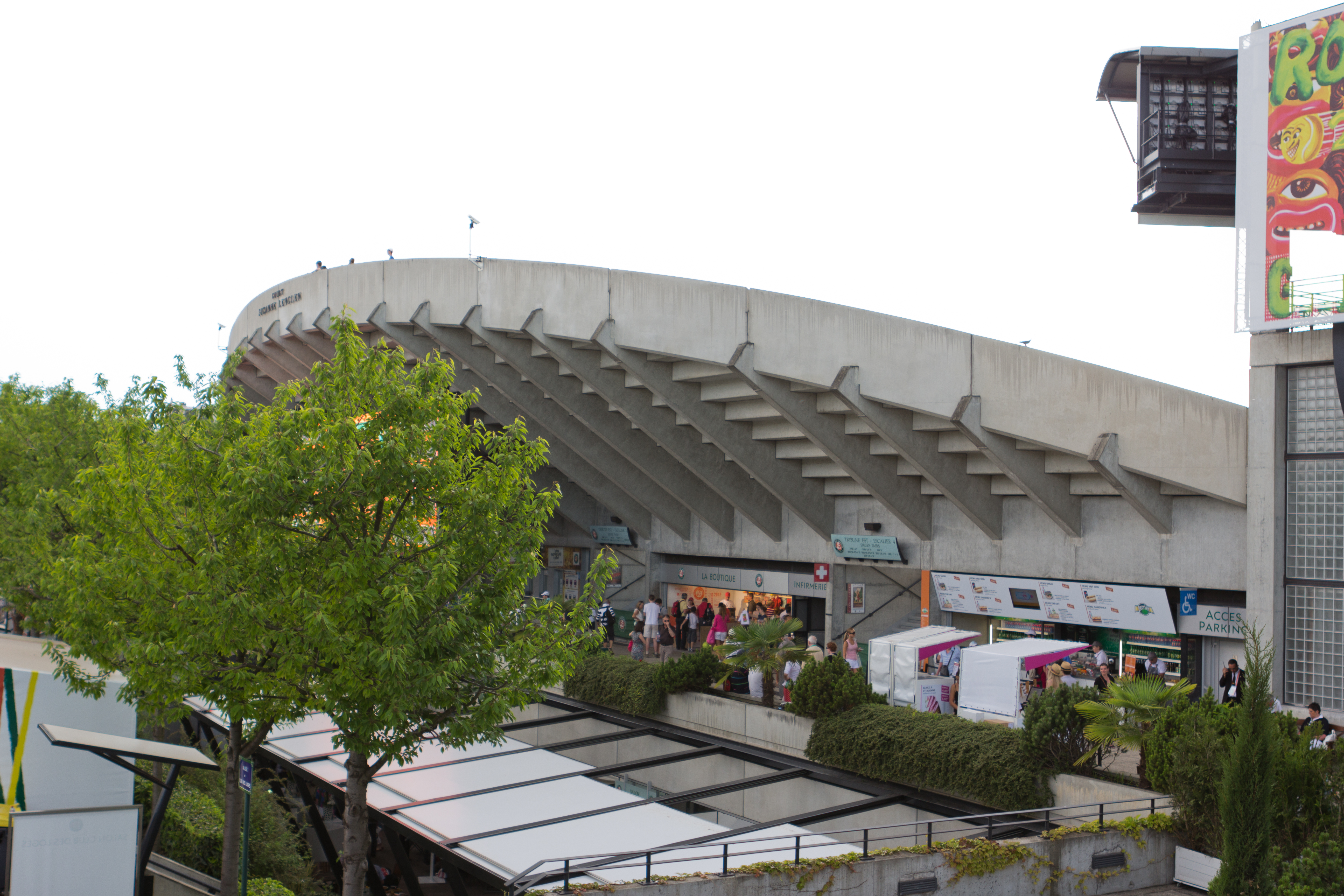
Vue de l'extérieur de la tribune Est.
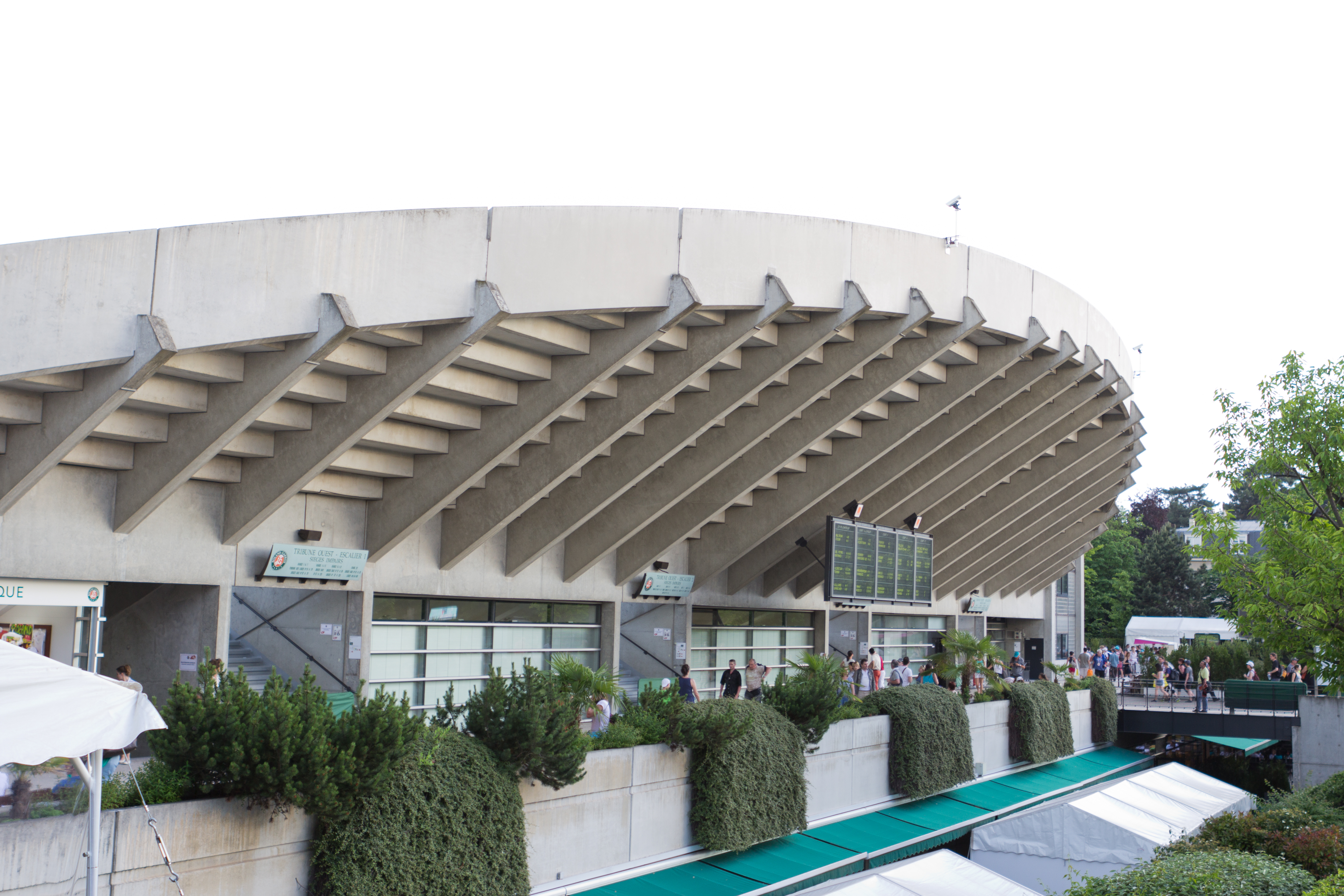
Vue de l'extérieur de la tribune Ouest.
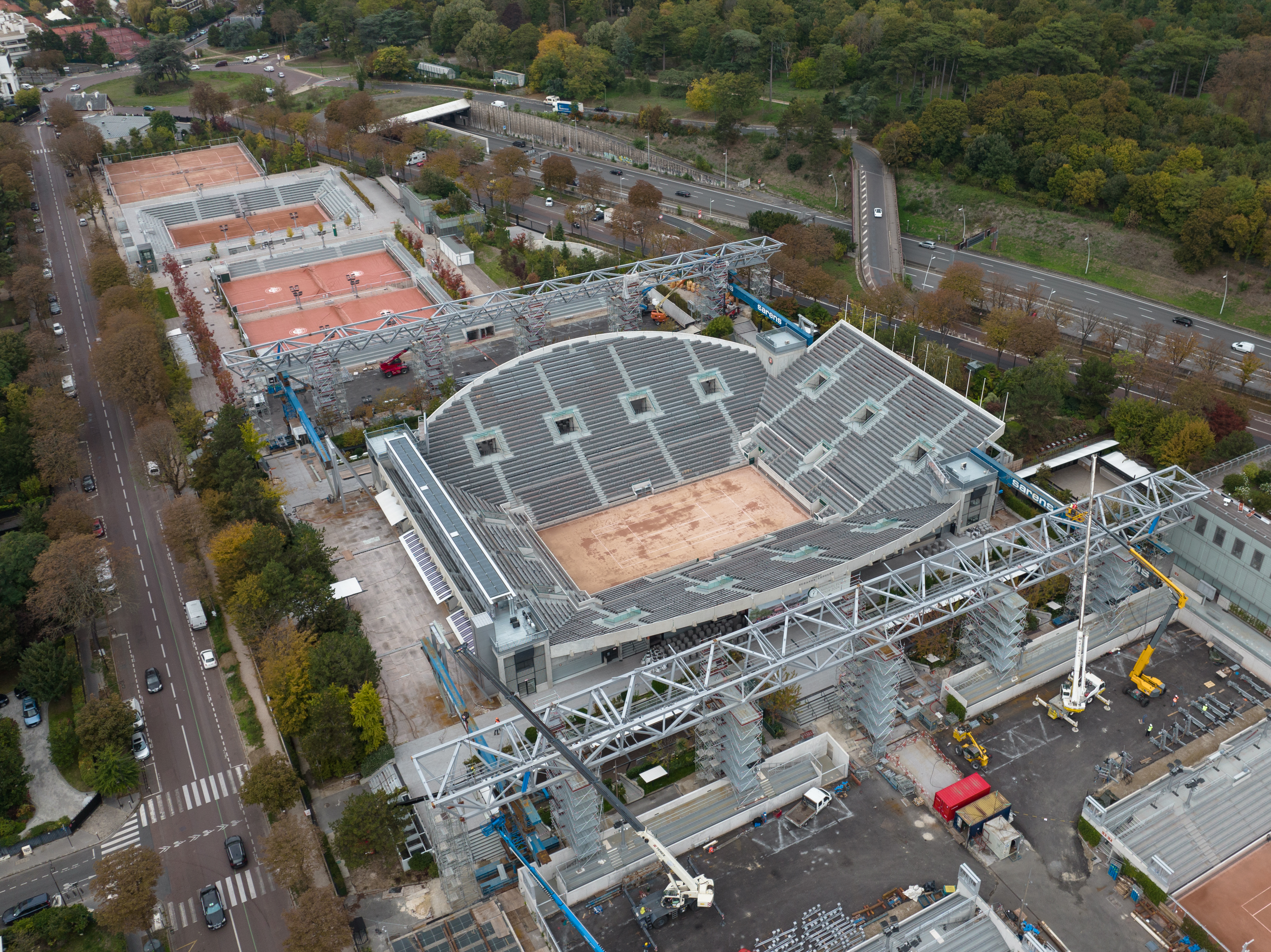
Vue aérienne du court.